# NBA sezonul 2023-2024
Sezonul NBA 2023–2024 a fost cel de-al 78-lea sezon al National Basketball Association (NBA). Sezonul regulat a început pe 24 octombrie 2023 și s-a încheiat pe 14 aprilie 2024. NBA va organiza pentru prima dată un turneu în timpul sezonului între 3 noiembrie și 9 decembrie, toate meciurile, cu excepția finalei, urmând să conteze în clasamentul sezonului regulat. NBA All-Star Game 2024 este programat să aibă loc pe 18 februarie 2024 la Gainbridge Fieldhouse în Indianapolis. Meciurile de recalificare (Turneul Play-in) se vor desfășura în perioada 16-19 aprilie, iar play-off-ul va începe pe 20 aprilie. Meciurile din finala NBA sunt programate să înceapă pe 6 iunie, cel de-al șaptelea meci (dacă va fi necesar) fiind programat pentru 23 iunie.
Boston Celtics a devenit campioană pentru a 18-a oară în istoria clubului.

## Tranzacții

### Retrageri
- La 14 iunie 2023, Ekpe Udoh și-a anunțat retragerea din baschetul profesionist pentru a deveni antrenor asistent la Atlanta Hawks. El a jucat pentru patru echipe în cei 13 ani de carieră, precum și pentru mai multe echipe din străinătate.[4][5]
- La 18 iunie 2023, Lou Williams și-a anunțat retragerea din baschetul profesionist. A jucat pentru șase echipe în cei 18 ani de carieră.[6]
- La 7 iulie 2023, Luigi Datome și-a anunțat retragerea imediat după Cupa Mondială FIBA 2023. El a jucat pentru Detroit Pistons și Boston Celtics timp de două sezoane, cea mai mare parte a carierei sale desfășurându-se în străinătate.[7]
- La 28 iulie 2023, Udonis Haslem și-a anunțat retragerea din NBA. El și-a petrecut întreaga carieră de 20 de ani la Miami Heat, câștigând trei tituluri cu această echipa.[8]
- La 29 august 2023, Yi Jianlian și-a anunțat retragerea din NBA după ce a jucat 5 sezoane în NBA pentru 4 echipe, între 2007-12, iar mai târziu a jucat în NBA D-League încheindu-și cariera în străinătate.[9]
- La 31 august 2023, Othello Hunter și-a anunțat retragerea din NBA după ce a jucat doar 2 sezoane pentru Atlanta Hawks în perioada 2008-2010, iar mai târziu a jucat în NBA D-league încheindu-și cariera în străinătate.[10]
- La 29 septembrie 2023, Wayne Ellington și-a anunțat retragerea din NBA după ce a jucat 13 sezoane la 9 echipe. La scurt timp după ce s-a retras, el a fost angajat ca antrenor de dezvoltare a jucătorilor la Miami Heat.[11]
- LA 20 octombrie 2023, Andre Iguodala și-a anunțat retragerea din NBA, după ce a jucat 19 sezoane la Golden State Warriors.

### Schimbări de antrenori
| Echipa                         | Sezonul 2022–2023              | Sezonul 2023–2024              |
| Înainte de începerea sezonului | Înainte de începerea sezonului | Înainte de începerea sezonului |
| ------------------------------ | ------------------------------ | ------------------------------ |
| Detroit Pistons                | Dwane Casey                    | Monty Williams                 |
| Houston Rockets                | Stephen Silas                  | Ime Udoka                      |
| Milwaukee Bucks                | Mike Budenholzer               | Adrian Griffin                 |
| Philadelphia 76ers             | Doc Rivers                     | Nick Nurse                     |
| Phoenix Suns                   | Monty Williams                 | Frank Vogel                    |
| Toronto Raptors                | Nick Nurse                     | Darko Rajaković                |

## Sezonul regulat

### Clasamente sezonul regulat
| Atlantic Division                   | Atlantic Division | Atlantic Division | Atlantic Division | Atlantic Division | Atlantic Division | Atlantic Division | Atlantic Division |
| vizualizare • discuție • modificare | V                 | Î                 | PCT               | AC                | DE                | MD                | T                 |
| ----------------------------------- | ----------------- | ----------------- | ----------------- | ----------------- | ----------------- | ----------------- | ----------------- |
| Boston Celtics                      | 64                | 18                | 78,0%             | 37-4              | 27-14             | 15-2              | 82                |
| New York Knicks                     | 50                | 32                | 61,0%             | 27-14             | 23-18             | 12-5              | 82                |
| Philadelphia 76ers                  | 47                | 35                | 57,3%             | 25-16             | 22-19             | 8-8               | 82                |
| Brooklyn Nets                       | 32                | 50                | 39,0%             | 20-21             | 12-29             | 5-11              | 82                |
| Toronto Raptors                     | 25                | 57                | 30,5%             | 14-27             | 11-30             | 1-15              | 82                |

| Central Division                    | Central Division | Central Division | Central Division | Central Division | Central Division | Central Division | Central Division |
| vizualizare • discuție • modificare | V                | Î                | PCT              | AC               | DE               | MD               | T                |
| ----------------------------------- | ---------------- | ---------------- | ---------------- | ---------------- | ---------------- | ---------------- | ---------------- |
| Milwaukee Bucks                     | 49               | 33               | 59,8%            | 31-11            | 18-22            | 10-7             | 82               |
| Cleveland Cavaliers                 | 48               | 34               | 58,5%            | 26-15            | 22-19            | 11-5             | 82               |
| Indiana Pacers                      | 47               | 35               | 57,3%            | 26-15            | 21-20            | 11-6             | 82               |
| Chicago Bulls                       | 39               | 43               | 47,6%            | 20-21            | 19-22            | 7-9              | 82               |
| Detroit Pistons                     | 14               | 68               | 17,1%            | 7-33             | 7-35             | 2-14             | 82               |

| Southeast Division                  | Southeast Division | Southeast Division | Southeast Division | Southeast Division | Southeast Division | Southeast Division | Southeast Division |
| vizualizare • discuție • modificare | V                  | Î                  | PCT                | AC                 | DE                 | MD                 | T                  |
| ----------------------------------- | ------------------ | ------------------ | ------------------ | ------------------ | ------------------ | ------------------ | ------------------ |
| Orlando Magic                       | 47                 | 35                 | 57,3%              | 29-12              | 18-23              | 9-7                | 82                 |
| Miami Heat                          | 46                 | 36                 | 56,1%              | 22-19              | 24-17              | 13-3               | 82                 |
| Atlanta Hawks                       | 36                 | 46                 | 43,9%              | 21-20              | 15-26              | 8-8                | 82                 |
| Charlotte Hornets                   | 21                 | 61                 | 25,6%              | 11-30              | 10-31              | 6-10               | 82                 |
| Washington Wizards                  | 15                 | 67                 | 18,3%              | 7-34               | 8-33               | 4-12               | 82                 |

| Northwest Division                  | Northwest Division | Northwest Division | Northwest Division | Northwest Division | Northwest Division | Northwest Division | Northwest Division |
| vizualizare • discuție • modificare | V                  | Î                  | PCT                | AC                 | DE                 | MD                 | T                  |
| ----------------------------------- | ------------------ | ------------------ | ------------------ | ------------------ | ------------------ | ------------------ | ------------------ |
| Oklahoma City Thunder               | 57                 | 25                 | 69,5%              | 33-8               | 24-17              | 12-4               | 82                 |
| Denver Nuggets                      | 57                 | 25                 | 69,5%              | 33-8               | 24-17              | 10-6               | 82                 |
| Minnesota Timberwolves              | 56                 | 26                 | 68,3%              | 30-11              | 26-15              | 12-4               | 82                 |
| Utah Jazz                           | 31                 | 51                 | 37,8%              | 21-20              | 10-31              | 5-11               | 82                 |
| Portland Trail Blazers              | 21                 | 61                 | 25,6%              | 11-30              | 10-31              | 1-15               | 82                 |

| Pacific Division                    | Pacific Division | Pacific Division | Pacific Division | Pacific Division | Pacific Division | Pacific Division | Pacific Division |
| vizualizare • discuție • modificare | V                | Î                | PCT              | AC               | DE               | MD               | T                |
| ----------------------------------- | ---------------- | ---------------- | ---------------- | ---------------- | ---------------- | ---------------- | ---------------- |
| Los Angeles Clippers                | 51               | 31               | 62,2%            | 25-16            | 26-15            | 9-7              | 82               |
| Phoenix Suns                        | 49               | 33               | 59,8%            | 25-16            | 24-17            | 9-9              | 82               |
| Los Angeles Lakers                  | 47               | 35               | 57,3%            | 28-14            | 19-21            | 7-10             | 82               |
| Sacramento Kings                    | 46               | 36               | 56,1%            | 24-17            | 22-19            | 10-7             | 82               |
| Golden State Warriors               | 46               | 36               | 56,1%            | 21-20            | 25-16            | 7-9              | 82               |

| Southwest Division                  | Southwest Division | Southwest Division | Southwest Division | Southwest Division | Southwest Division | Southwest Division | Southwest Division |
| vizualizare • discuție • modificare | V                  | Î                  | PCT                | AC                 | DE                 | MD                 | T                  |
| ----------------------------------- | ------------------ | ------------------ | ------------------ | ------------------ | ------------------ | ------------------ | ------------------ |
| Dallas Mavericks                    | 50                 | 32                 | 61,0%              | 25-16              | 25-16              | 11-5               | 82                 |
| New Orleans Pelicans                | 49                 | 33                 | 59,8%              | 21-19              | 28-14              | 9-7                | 82                 |
| Houston Rockets                     | 41                 | 41                 | 50,0%              | 27-14              | 14-27              | 9-7                | 82                 |
| Memphis Grizzlies                   | 27                 | 55                 | 32,9%              | 9-32               | 18-23              | 8-8                | 82                 |
| San Antonio Spurs                   | 22                 | 60                 | 26,8%              | 12-29              | 10-31              | 3-13               | 82                 |

## Turneul Play-in
NBA a decis să organizeze un „turneu Play-in” pentru echipele clasate pe locul 7-10 în fiecare conferință în perioada 11 - 14 aprilie 2023. Echipa de pe locul 7 joacă cu echipa de pe locul 8, echipa câștigătoare urmând a fi plasată pe locul 7 în play-off. Echipa de pe locul 9 joacă cu echipa de pe locul 10, echipa învinsă fiind eliminată din disputa pentru play-off. Echipa învinsă în meciul dintre echipele de locul 7 și 8 joacă cu învingătoarea din meciul dintre echipele de pe locurile 9 și 10, câștigătoarea fiind plasată pe locul 8 în play-off, învinsa fiind eliminată.

### Play-in Conferința de Est

#### Meciul pentru locul 7 în play-off
Philadelphia 76ers - Miami Heat 105-104

#### Meciul dintre echipele de pe locurile 9-10
Chicago Bulls - Atlanta Hawks 131-116

#### Meciul pentru locul 8 în play-off
Miami Heat - Chicago Bulls 112-91

### Play-in Conferința de Vest

#### Meciul pentru locul 7 în play-off
New Orleans Pelicans - Los Angeles Lakers 106-110

#### Meciul dintre echipele de pe locurile 9-10
Sacramento Kings - Golden State Warriors 118-94

#### Meciul pentru locul 8 în play-off
New Orleans Pelicans - Sacramento Kings 105-98

## Play-off
|  | Turul 1            | Turul 1              | Turul 1                |   |                        | Semifinalele conferințelor | Semifinalele conferințelor | Semifinalele conferințelor |  |    | Finalele conferințelor | Finalele conferințelor | Finalele conferințelor |  |    | Finala NBA      | Finala NBA | Finala NBA |
|  |                    |                      |                        |   |                        |                            |                            |                            |  |    |                        |                        |                        |  |    |                 |            |            |
|  | E1                 | Boston Celtics*      | 4                      |   |                        |                            |                            |                            |  |    |                        |                        |                        |  |    |                 |            |            |
|  | E8                 | Miami Heat           | 1                      |   |                        |                            |                            |                            |  |    |                        |                        |                        |  |    |                 |            |            |
|  | E8                 | Miami Heat           | 1                      |   | E1                     | Boston Celtics*            | 4                          |                            |  |    |                        |                        |                        |  |    |                 |            |            |
|  |                    |                      |                        |   | E1                     | Boston Celtics*            | 4                          |                            |  |    |                        |                        |                        |  |    |                 |            |            |
|  |                    | E4                   | Cleveland Cavaliers    | 1 |                        |                            |                            |                            |  |    |                        |                        |                        |  |    |                 |            |            |
|  | E4                 | E4                   | Cleveland Cavaliers    | 1 | Cleveland Cavaliers    | 4                          |                            |                            |  |    |                        |                        |                        |  |    |                 |            |            |
|  | E4                 |                      |                        |   | Cleveland Cavaliers    | 4                          |                            |                            |  |    |                        |                        |                        |  |    |                 |            |            |
|  | E5                 | Orlando Magic*       | 2                      |   |                        |                            |                            |                            |  |    |                        |                        |                        |  |    |                 |            |            |
|  | E5                 | Orlando Magic*       | 2                      |   |                        |                            |                            |                            |  | E1 | Boston Celtics*        | 4                      |                        |  |    |                 |            |            |
|  | Conferința de Est  |                      |                        |   |                        |                            |                            |                            |  | E1 | Boston Celtics*        | 4                      |                        |  |    |                 |            |            |
|  |                    | E6                   | Indiana Pacers         | 0 |                        |                            |                            |                            |  |    |                        |                        |                        |  |    |                 |            |            |
|  | E3                 | E6                   | Indiana Pacers         | 0 | Milwaukee Bucks*       | 2                          |                            |                            |  |    |                        |                        |                        |  |    |                 |            |            |
|  | E3                 |                      |                        |   | Milwaukee Bucks*       | 2                          |                            |                            |  |    |                        |                        |                        |  |    |                 |            |            |
|  | E6                 | Indiana Pacers       | 4                      |   |                        |                            |                            |                            |  |    |                        |                        |                        |  |    |                 |            |            |
|  | E6                 | Indiana Pacers       | 4                      |   | E6                     | Indiana Pacers             | 4                          |                            |  |    |                        |                        |                        |  |    |                 |            |            |
|  |                    |                      |                        |   | E6                     | Indiana Pacers             | 4                          |                            |  |    |                        |                        |                        |  |    |                 |            |            |
|  |                    | E2                   | New York Knicks        | 3 |                        |                            |                            |                            |  |    |                        |                        |                        |  |    |                 |            |            |
|  | E2                 | E2                   | New York Knicks        | 3 | New York Knicks        | 4                          |                            |                            |  |    |                        |                        |                        |  |    |                 |            |            |
|  | E2                 |                      |                        |   | New York Knicks        | 4                          |                            |                            |  |    |                        |                        |                        |  |    |                 |            |            |
|  | E7                 | Philadelphia 76ers   | 2                      |   |                        |                            |                            |                            |  |    |                        |                        |                        |  |    |                 |            |            |
|  | E7                 | Philadelphia 76ers   | 2                      |   |                        |                            |                            |                            |  |    |                        |                        |                        |  | E1 | Boston Celtics* | 4          |            |
|  |                    |                      |                        |   |                        |                            |                            |                            |  |    |                        |                        |                        |  | E1 | Boston Celtics* | 4          |            |
|  |                    | V5                   | Dallas Mavericks       | 1 |                        |                            |                            |                            |  |    |                        |                        |                        |  |    |                 |            |            |
|  | V1                 | V5                   | Dallas Mavericks       | 1 | Oklahoma City Thunder* | 4                          |                            |                            |  |    |                        |                        |                        |  |    |                 |            |            |
|  | V1                 |                      |                        |   | Oklahoma City Thunder* | 4                          |                            |                            |  |    |                        |                        |                        |  |    |                 |            |            |
|  | V8                 | New Orleans Pelicans | 0                      |   |                        |                            |                            |                            |  |    |                        |                        |                        |  |    |                 |            |            |
|  | V8                 | New Orleans Pelicans | 0                      |   | V1                     | Oklahoma City Thunder*     | 2                          |                            |  |    |                        |                        |                        |  |    |                 |            |            |
|  |                    |                      |                        |   | V1                     | Oklahoma City Thunder*     | 2                          |                            |  |    |                        |                        |                        |  |    |                 |            |            |
|  |                    | V5                   | Dallas Mavericks*      | 4 |                        |                            |                            |                            |  |    |                        |                        |                        |  |    |                 |            |            |
|  | V4                 | V5                   | Dallas Mavericks*      | 4 | Los Angeles Clippers*  | 2                          |                            |                            |  |    |                        |                        |                        |  |    |                 |            |            |
|  | V4                 |                      |                        |   | Los Angeles Clippers*  | 2                          |                            |                            |  |    |                        |                        |                        |  |    |                 |            |            |
|  | V5                 | Dallas Mavericks*    | 4                      |   |                        |                            |                            |                            |  |    |                        |                        |                        |  |    |                 |            |            |
|  | V5                 | Dallas Mavericks*    | 4                      |   |                        |                            |                            |                            |  | V5 | Dallas Mavericks*      | 4                      |                        |  |    |                 |            |            |
|  | Conferința de Vest |                      |                        |   |                        |                            |                            |                            |  | V5 | Dallas Mavericks*      | 4                      |                        |  |    |                 |            |            |
|  |                    | V3                   | Minnesota Timberwolves | 1 |                        |                            |                            |                            |  |    |                        |                        |                        |  |    |                 |            |            |
|  | V3                 | V3                   | Minnesota Timberwolves | 1 | Minnesota Timberwolves | 4                          |                            |                            |  |    |                        |                        |                        |  |    |                 |            |            |
|  | V3                 |                      |                        |   | Minnesota Timberwolves | 4                          |                            |                            |  |    |                        |                        |                        |  |    |                 |            |            |
|  | V6                 | Phoenix Suns         | 0                      |   |                        |                            |                            |                            |  |    |                        |                        |                        |  |    |                 |            |            |
|  | V6                 | Phoenix Suns         | 0                      |   | V3                     | Minnesota Timberwolves     | 4                          |                            |  |    |                        |                        |                        |  |    |                 |            |            |
|  |                    |                      |                        |   | V3                     | Minnesota Timberwolves     | 4                          |                            |  |    |                        |                        |                        |  |    |                 |            |            |
|  |                    | V2                   | Denver Nuggets         | 3 |                        |                            |                            |                            |  |    |                        |                        |                        |  |    |                 |            |            |
|  | V2                 | V2                   | Denver Nuggets         | 3 | Denver Nuggets         | 4                          |                            |                            |  |    |                        |                        |                        |  |    |                 |            |            |
|  | V2                 |                      |                        |   | Denver Nuggets         | 4                          |                            |                            |  |    |                        |                        |                        |  |    |                 |            |            |
|  | V7                 | Los Angeles Lakers   | 1                      |   |                        |                            |                            |                            |  |    |                        |                        |                        |  |    |                 |            |            |

* - Câștigătoare de divizie

Litere îngroșate - Câștigătoarea seriei

Litere italice - Are avantajul terenului propriu

## Statistici

### Statistici individuale
| Categorie             | Jucător           | Echipă                | Statistică |
| --------------------- | ----------------- | --------------------- | ---------- |
| Puncte pe meci        | Luka Dončić       | Dallas Mavericks      | 33,9       |
| Recuperări pe meci    | Domantas Sabonis  | Sacramento Kings      | 13,8       |
| Pase decisive pe meci | Tyrese Haliburton | Indiana Pacers        | 10,9       |
| Interceptări pe meci  | De'Aaron Fox      | Sacramento Kings      | 2,0        |
| Capace pe meci        | Victor Wembanyama | San Antonio Spurs     | 3,6        |
| Turnovers pe meci     | Luka Dončić       | Dallas Mavericks      | 4,0        |
| Faulturi pe meci      | Jaren Jackson Jr. | Memphis Grizzlies     | 3,6        |
| Minute pe meci        | DeMar DeRozan     | Chicago Bulls         | 37,8       |
| FG%                   | Daniel Gafford    | Washington/Dallas     | 72,5%      |
| FT%                   | Stephen Curry     | Golden State Warriors | 92,2%      |
| 3P%                   | Grayson Allen     | Phoenix Suns          | 45,6%      |
| Eficiență pe meci     | Nikola Jokić      | Denver Nuggets        | 38,6       |
| Double-doubles        | Domantas Sabonis  | Sacramento Kings      | 74         |
| Triple-doubles        | Domantas Sabonis  | Sacramento Kings      | 26         |

### Recorduri individuale într-un meci
| Categorie          | Jucător                 | Echipă                | Statistică |
| ------------------ | ----------------------- | --------------------- | ---------- |
| Puncte             | Luka Dončić             | Dallas Mavericks      | 73         |
| Recuperări         | Jusuf Nurkić            | Phoenix Suns          | 31         |
| Pase decisive      | Tyrese Haliburton       | Indiana Pacers        | 23         |
| Interceptări       | Shai Gilgeous-Alexander | Oklahoma City Thunder | 7          |
| Interceptări       | Herbert Jones           | New Orleans Pelicans  | 7          |
| Interceptări       | Anthony Davis           | Los Angeles Lakers    | 7          |
| Interceptări       | Tre Mann                | Charlotte Hornets     | 7          |
| Capace             | Victor Wembanyama       | San Antonio Spurs     | 10         |
| Coșuri de 3 puncte | Keegan Murray           | Sacramento Kings      | 12         |

### Statistici pe echipe
| Categorie             | Echipă                | Statistică |
| --------------------- | --------------------- | ---------- |
| Puncte pe meci        | Indiana Pacers        | 122,9      |
| Recuperări pe meci    | Golden State Warriors | 46,7       |
| Pase decisive pe meci | Indiana Pacers        | 30,6       |
| Interceptări pe meci  | Philadelphia 76ers    | 8,5        |
| Capace pe meci        | Oklahoma City Thunder | 6,6        |
| Turnovers pe meci     | Utah Jazz             | 15,6       |
| Faulturi pe meci      | Indiana Pacers        | 21,4       |
| FG%                   | Indiana Pacers        | 50,5%      |
| FT%                   | Philadelphia 76ers    | 83,1%      |
| 3P%                   | Oklahoma City Thunder | 38,9%      |
| +/−                   | Boston Celtics        | +11,3      |